# Armando da Silva Carvalho
Armando da Silva Carvalho (* 14. März 1938 in Olho Marinho, Portugal; † 1. Juni 2017 in Caldas da Rainha, Portugal) war ein portugiesischer Schriftsteller, der hauptsächlich als Lyriker tätig war.

## Leben und Wirken
Carvalho wurde 1938 in einem Dorf vor den Toren von Obidos geboren und studierte an der Universität von Lissabon Rechtswissenschaften. Er war dann zeitweise als Anwalt, Gymnasiallehrer und Werbetexter tätig. Außerdem arbeitete er als Journalist, vor allem für Diario de Noticias und Jornal das Letras. Auch verdingte er sich als Kritiker und Übersetzer. In seiner Eigenschaft als Übersetzer  übertrug er Werke von Marguerite Duras, Aime Cesaire, Jean Genet, E. E. Cummings, Samuel Beckett und Stéphane Mallarmé ins Portugiesische. 
Carvalho verfasste auch Prosa, war aber hauptsächlich als Lyriker bekannt; er veröffentlichte seit 1965 mehr als siebzehn Lyrikbände. Zu seinen bevorzugten Themen gehörten das Meer und die Welt, Leiden, Sonne und die Liebe. Auch prangerte er in seinem Werk Scheinheiligkeit an und war ein bedeutender Gesellschaftskritiker, der auch vor Sarkasmus nicht zurückschreckte. 
Sein Werk wurde vielfach mit Literaturpreisen ausgezeichnet. 1996 und 2016 erhielt er den Prémio P.E.N. Clube de Poesia, 2003 den Prémio Fernando Namora. 2017 wurde er für A sombra do mar mit dem Prémio Literário Casino da Póvoa ausgezeichnet.
2015 wurde sein Werk „Lisboa - roteiro sentimental“ als „Lissabon. Ein Stadtführer der Gefühle“ ins Deutsche übersetzt.
Der Autor lebte abwechselnd in Lissabon und Peniche. Er starb mit 79 Jahren an den Folgen einer Krebserkrankung.

## Werk (Auswahl)
- O uso e o abuso, 1976
- Português, 1977
- O livro de Alexandre Bisexto, 1983
- Dona Marta, 1984
- Em nome de mãe, 1994
- Obra poética, 1998
- Lisboa-roteiro sentimental, 2000. 
  - Lissabon. Ein Stadtführer der Gefühle. Aus dem Portugiesischen übersetzt von Ilse Pollack. teamart Verlag, Zürich 2015
- O amante japonês, 2008
- De Amore, 2012
- A sombra do mar, 2016

## Auszeichnungen (Auswahl)
- Premio Pen Clube, 1995
- Premio Luis Nava, 2001
- Premio Fernando Namora, 2003
- Grande Premio de Poesia, 2008
- Premio Teixeira de Pascoaes, 2010